# Provincia de Buskerud
Buskerud es una provincia (fylke) de Noruega, con 14 930 km² de área y 274 737 habitantes según el censo de 2015. Limita con las provincias de Akershus, Oslo, Oppland, Sogn og Fjordane, Hordaland, Telemark y Vestfold.

## Localidades (población a 1 de enero de 2017)
- Ål 2,317
- Åmot/Geithus 6,351
- Åros 2,055
- Askgrenda 440
- Darbu 537
- Drammen 116,446
- Fagerliåsen/Poverudbyen 401
- Geilo 2,499
- Gol 2,930
- Gomnes 378
- Hallingby 875
- Helgelandsmoen 536
- Hemsedal (Trøym) 846
- Hol 321
- Holmsbu 291
- Hønefoss 15,662
- Hvittingfoss 1,083
- Hyggen 799
- Klokkarstua 692
- Kongsberg 21,890
- Krøderen 593
- Kroksund 349
- Lampeland 575
- Nakkerud 340
- Nærsnes 1,395
- Nesbyen 2,141
- Norderhov 337
- Noresund 359
- Oddevall/Sjåstad 457
- Ormåsen 1,428
- Prestfoss 469
- Rødberg 498
- Røyken 3,630
- Sætre 3,685
- Skotselv 738
- Sokna 558
- Steinsåsen 1,960
- Sundvollen 1,167
- Svene 376
- Svøo 482
- Sylling 680
- Sysle 249
- Tofte 3,082
- Torpo 401
- Tranby 5,350
- Tyristrand 833
- Vang (Haugsbygd) 2,202
- Veggli 293
- Vestfossen 3,156
- Vikersund 3,175

## Geografía
Buskerud se extiende desde Hurum en el fiordo de Oslo hasta las montañas de Halling y Hardanger. El condado se divide convencionalmente en distritos tradicionales: Eiker, Ringerike, Numedal y Hallingdal. Hønefoss es la capital del distrito de Ringerike. Drammen y sus inmediaciones (Røyken, Lier y Hurum) a menudo se consideran un distrito separado, pero a veces también como parte de Eiker. La parte occidental de Buskerud es una meseta montañosa con valles boscosos y pastos de hierba alta; su parte oriental contiene una cuenca de tierras bajas, con muchos lagos y arroyos. Tyrifjorden y Krøderen son los mayores lagos. Numedalslågen, el tercer río más largo de Noruega, a partir de Oslo, discurre a través de Buskerud a Vestfold donde alcanza el mar, mientras que el río Begna barre en el lago Sperillen.

## Historia
Buskerud se separó de Akershus en 1685, pero el área de esta era más pequeña que la actual. (A continuación, consistió en los actuales municipios de Flå, Gol, Hemsedal, Hol, Hole, Krodsherad, Modum, Nedre Eiker, Nes, Ringerike, Sigdal, Øvre Eiker y Al). La zona de los actuales municipios de Flesberg, Hurum, Kongsberg, Lier, Nore og Uvdal, Rollag y Røyken fueron transferidos de Akershus en 1760. El nombre se cambió a Buskerud fylke en 1919. El municipio de Skoger se trasladó de Vestfold a Buskerud en 1964. 
Durante el siglo X, los reyes de Noruega Olav Haraldsson y Trygvason crecieron en Bønsnes (Ringerike). El valle de Numedal ha sido el de plata minada en Kongsberg desde el siglo XVII, pero se interrumpió en 1957. Las armas se habían desarrollado en la industria de Kongsberg desde 1814 y varias empresas de la industria de alta tecnología representan ahora los principales empleadores de la ciudad.

## Economía
Hoy la agricultura, la madera de construcción, los molinos de pulpa de madera y otras industrias relacionadas son las principales actividades económicas de la comarca; la gran potencia hidroeléctrica se produce por Begna Rands y sus ríos. Buskerud cuenta con la mayor cantidad de árboles en Noruega. El ingreso sustancial se deriva de las industrias de alta tecnología ubicadas en Kongsberg. Otros ingresos significativos provienen de las áreas de la cabina del norte de Buskerud. 

## Etimología
El condado debe su nombre a la antigua granja Buskerud (Buskerud Hovedgård, nórdico antiguo: Biskupsruð) situada en la ribera occidental del río Drammen en Åmot en el municipio de Modum. El primer elemento es el caso genitivo de Biskup m 'obispo' (en referencia al obispo de Oslo o Hamar) y el último es n rud 'limpiar la granja'. La granja es una de las más grandes de Buskerud, y el nombre original de la finca (antes de que se convirtió en un beneficio) fue probablemente Modum. En el momento de la Reforma (ca. 1536-1539) se convirtió en la propiedad de la granja de la Corona y de la granja y luego sirvió como residencia de los oficiales de justicia del rey hasta 1668. 

## Escudo de armas
El escudo de armas de Buskerud (creado en abril de 1966) cuenta con un oso azul cuyos colores son simbólicos de las obras de color azul. El fondo de plata del escudo de armas de Buskerud representa la industria de la plata en Kongsberg.

## Municipios
La provincia de Buskerud cuenta con 21 municipios:
| 1. Ål 2. Drammen 3. Flesberg 4. Flå 5. Gol 6. Hemsedal 7. Hol 8. Hole 9. Hurum 10. Kongsberg 11. Krødsherad | 1. Lier 2. Modum 3. Nedre Eiker 4. Nes 5. Nore og Uvdal 6. Øvre Eiker 7. Ringerike 8. Rollag 9. Røyken 10. Sigdal |